# TAI Hürkuş
TAI Hürkuş je turecký jednomotorový turbovrtulový základní cvičný a lehký bojový letoun, vyráběný společností Turkish Aerospace Industries (TAI). Konstrukce vychází z jihokorejského cvičného letounu KAI KT-1 Woongbi používaného Tureckým letectvem. Hürkuş je první pilotovaný letoun navržený a vyrobený v Turecku. Letoun je pojmenován na počest tureckého průkopnika letectví Vecihiho Hürkuşe.

## Vývoj
Cvičný letoun Hürkuş je primárně vyvíjen pro turecké letectvo, počítá se však i s jeho prodejem civilním uživatelům. Vývoj letoun byl zahájen roku 2006, přičemž jej provází značné zpoždění. Například první let prototypu, plánovaný na rok 2009, musel být odložen o plné čtyři roky. Slavnostní roll-out prototypu proběhl v červnu 2012. První let prototypu (imatrikulace TC-VCH) proběhl 29. srpna 2013. Druhý prototyp TAI Hürkuş (TC-VCI) poprvé vzlétl 10. září 2014. V roce 2015 byl vstup letounu do služby odložen na rok 2018, přičemž tureckému letectvu chybějící letouny byly nahrazeny dodatečnou objednávkou 15 letounů KT-1T.
Plánována je výroba tří základních variant, civilního cvičného letounu Hürkuş A, vojenského cvičného letounu Hürkuş B a letoun určený k protipovstaleckým operacím a přímé letecké podpoře Hürkuş C. Hürkuş C bude vybaven elektrooptickým infračerveným systémem FLIR a unese 1500 kg výzbroje. Turecko plánuje zakoupení 36 letounů Hürkuş.
Prvním zahraničním uživatelem letounu by se měl stát Niger.

## Konstrukce
Letoun je dvoumístný – pilot a instruktor sedí v tandemovém uspořádání, přičemž mají k dispozici moderní tzv. skleněný kokpit (HUD displeje, velkoplošné barevné displeje MFD) a vystřelovací sedadla Martin-Baker Mk.T-16N s parametry 0-0. Letoun pohání turbovrtulový motor Pratt & Whitney Canada PT6A-68T o výkonu 1200 kW, pohánějící pětilistou hliníkovou vrtuli Hartzell HC-B5MA-3.

## Varianty
- Hürkuş A – civilní cvičný letoun
- Hürkuş B – vojenský cvičný letoun
- Hürkuş C – ozbrojený letoun

## Specifikace

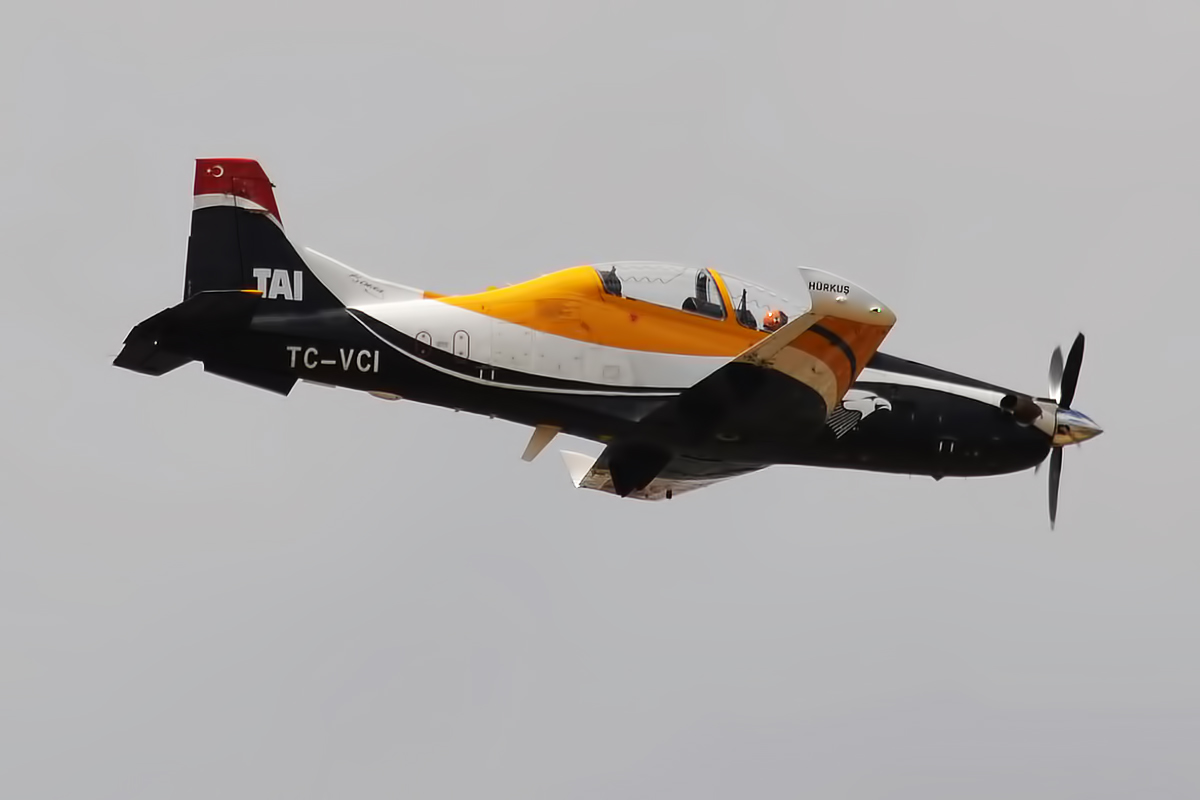
Hürkuş B (TC-VCI) předvedený roku 2017 na Pařížském aerosalonu

### Technické údaje
- Posádka: 2 (instruktor a žák)
- Délka: 11,17 m
- Rozpětí: 9,96 m
- Výška:
- Nosná plocha: ? m²
- Hmotnost prázdného stroje: ? kg
- Maximální vzletová hmotnost : ? kg
- Pohonná jednotka: 1× turbovrtulový motor Pratt & Whitney Canada PT6A-68T
- Výkon pohonné jednotky: 1600 shp

### Výkony
- Maximální rychlost: 574 km/h
- Dolet 1478 km
- Dostup: 10 600 m
- Stoupavost: 22 m/s
- Vytrvalost: 4 h 15 min

### Výzbroj
- 1500 kg výzbroje